# Баладжі Вішванатх
Баладжі Вішванатх (बाळाजी विश्वनाथ भट, 1 січня 1662 —12 квітня 1720) — 5-й пешва (голова уряду) Імперії Маратха у 1713–1720 роках, здібний політик та дипломат, зробив свою посаду спадковою.

## Життєпис

### Початок кар'єри
Походив з брахманської родини Бхат. Завдяки батькові здобув гарну освіту. Розпочав кар'єру на посаді чиновника на солеварнях, згодом служив при різних військовиках маратхів. У 1689 році призначається головою зі збору доходів при міністрі фінансів Рамчандрі Пант Амат'ї. У 1695 році призначається сарсубі (головний адміністратор) Пуни — до 1702 року, а з 1704 року — Даулатабада. Під час своєї каденції до 1707 року значно збільшив свій політичний вплив завдяки своїм дипломатичним якостям, стає найближчим помічником впливового військовика Дханаджі Джадхава.
Після сходження на трон у 1707 році падишах Бахадур-шах звільнив Шахуджі, сина Самбхаджі, онука Шиваджі. Шахуджі висунув свої права на трон маратхів, якими на той час від свого сина Шиваджі II правила Тара Баї, удова Раджарама, іншого сина Шиваджі. Завдяки вправним діям Дханаджі Джадхана та Баладжі Вішванатха війська перейшли на бік Шахуджі, який отримав трон чхатрапаті (імператора). Після коронації останнього у 1708 році Баладжі отримав придворну посаду муталіка.
Втім після раптової смерті Дханаджі у червні того ж року його син Чандрасен виступив проти підвищення Баладжі, а у 1711 році перейшов на бік Тара Баї. Спрямований проти останнього військовик Найбатрао Нібалкар перейшов на бік Тара Баї. З огляду на це баладжі призначається сенекатрем (головним військовиком). Втім більше інтригами та хитрістю Баладжі Вішванатх зумів перемогти ворогів. У 1712 році у Колхапурі було схоплено Тара Баї. Тоді ж підтримку Баладжі надав впливовий саркхел (адмірал) Канходжі Ангрія. Для замирення між родичами Баладжі запропонував передати Шиваджі II владу у Колханпурі. Це було прийнято Шахуджі. З цього моменту було засновано колханпурську гілку Бхосле (роду Шиваджі).

### Пешва
За свої успіхи у 1713 році Баладжі отримав посаду пешви (голови уряду). Того ж року спробував підкорити Ангрію, колишнього союзника, проте зазнав поразки. У зовнішній політиці Баладжі сповідував розширення впливу маратхів, здійснення далеких рейдів по всьому Індостанові. У внутрішній змінив систему джангірів в імперії: тепер феодали були не найманцями чхантрапаті, а напівнезалежними князями. З цього моменту поступово Імперія Маратхів перетворюється на своєрідну Конфедерацію.
У 1716 році між пешвою Баладжі та Хусейном Меїдом, впливовим субадаром (намісником) Декану Могольської імперії розпочалися перемовини щодо встановлення миру. Останній погодився на умови маратхів передати значні землі у Декані та Гуджараті й 35% збору доходів. Це стало значним досягнення пешви. Втім падишах Фарук-сіяр не затвердив цей договір. Тому у 1718 році Баладжі Вішванатх разом з Хусейном Сеїдом рушили на Делі. В результаті спільних дій Фарук-сіяра було скинуто з трона й поставлено падишахом Рафі-уд-Дарджата, який затвердив угоду між Сеїдами та маратхами. Також Баладжі зумів домогтися звільнення з могольського полону усіх родичів Шахуджі.
По поверненню до Махараштри через деякий час відійшов від влади у зв'язку із хворобою. Перед смертю 12 квітня 1720 року домігся призначення свого сина Баджі Рао новим пешвою.

## Родина
Дружина — Рабха Баї
діти:
- Баджі Рао (1700–1740), пешва у 1720–1740 роках
- Чімнаджі Аппа (1707–1741)
- Бхіу Баї
- Ану Баї